# Jagdgeschwader 76
La Jagdgeschwader 76 (JG 76) (76e escadre de chasse), est une unité de chasseurs de la Luftwaffe pendant la Seconde Guerre mondiale.
Active de 1939 à 1945, l'unité était affectée aux missions visant à assurer la supériorité aérienne de l'Allemagne dans le ciel d'Europe.

## Opérations
La JG 76 opère pendant toute la guerre exclusivement sur différentes versions du Messerschmitt Bf 109, les E, F et G.

## Organisation
Le II./JG 76 et le IV./JG 76 auraient dû être formé à partir du II./ZG 76 et du I./JG 302, mais cela a été annulé.

### Stab. Gruppe
Formé en juillet 1944 à Salzbourg à partir du Stab/ZG 76.

Il est dissous le 24 avril 1945.

Geschwaderkommodore (Commandant de l'escadron) :
| Début          | Fin          | Grade | Nom            |
| -------------- | ------------ | ----- | -------------- |
| Août 1944      | Octobre 1944 | Major | Anton Hackl    |
| 7 octobre 1944 | Avril 1945   | Major | Ernst Düllberg |

### I. Gruppe
Formé le 1er mai 1939 à Wien-Aspern à partir du I./JG 134 avec :
- Stab I./JG 76 à partir du Stab I./JG 134
- 1./JG 76 à partir du 1./JG 134
- 2./JG 76 à partir du 2./JG 134
- 3./JG 76 à partir du 3./JG 134

Le 4 juillet 1940, le I./JG 76 est renommé II./JG 54 :
- Stab I./JG 76 devient Stab II./JG 54
- 1./JG 76 devient 4./JG 54
- 2./JG 76 devient 5./JG 54
- 3./JG 76 devient 6./JG 54

Reformé en juillet 1944 à Bonn-Hangelar à partir du I./ZG 76 avec :
- Stab I./JG 76 à partir du Stab I./ZG 76
- 1./JG 76 à partir du 1./ZG 76
- 2./JG 76 à partir du 2./ZG 76
- 3./JG 76 à partir du 3./ZG 76
- 4./JG 76 à partir du 4./ZG 76

En octobre 1944, le I./JG 76 est renommé IV./JG 300 avec :
- Stab I./JG 76 devient Stab IV./JG 300
- 1./JG 76 devient 13./JG 300
- 2./JG 76 devient 14./JG 300
- 3./JG 76 devient 15./JG 300
- 4./JG 76 devient 16./JG 300

Gruppenkommandeure (Commandant de groupe) :
| Début           | Fin             | Grade          | Nom                           |
| --------------- | --------------- | -------------- | ----------------------------- |
| 1er mai 1939    | 10 janvier 1940 | Hauptmann      | Wilfried von Müller-Rienzburg |
| 10 janvier 1940 | 15 février 1940 | Major          | Günther Blumensaat            |
| 15 février 1940 | 4 juillet 1940  | Oberstleutnant | Richard Kraut                 |
| Juillet 1944    | Octobre 1944    | Hauptmann      | Heinrich Offterdinger         |

### III. Gruppe
Formé en juillet 1944 à Stade à partir du II./ZG 1 avec :
- Stab III./JG 76 à partir du Stab II./ZG 1
- 9./JG 76 à partir du 4./ZG 1
- 10./JG 76 à partir du 5./ZG 1
- 11./JG 76 à partir du 6./ZG 1
- 12./JG 76 nouvellement créé

Le 25 octobre 1944, le III./JG 76 est renommé IV./JG 53 :
- Stab III./JG 76 devient Stab IV./JG 53
- 9./JG 76 devient 13./JG 53
- 10./JG 76 devient 14./JG 53
- 11./JG 76 devient 15./JG 53
- 12./JG 76 devient 16./JG 53

Gruppenkommandeure :
| Début        | Fin             | Grade     | Nom           |
| ------------ | --------------- | --------- | ------------- |
| Juillet 1944 | 25 août 1944    | Hauptmann | Egon Albrecht |
| Août 1944    | 25 octobre 1944 | Hauptmann | Hans Morr     |